# 數字地球
數字地球控股有限公司，簡稱數字地球控股，以及數字地球（英語：DIGITAL WORLD HOLDINGS LIMITED，港交所除牌時0109.HK），在1990年創立，前身為「奇德控股有限公司」。
當時業務是在香港經營金融和投資、貿易、電訊、娛樂、廣告和設計服務、資訊科技待業務，當時主席和總裁為陳德雄，而曾經營電器產品，也因為未能效益而終止，該股份曾在1998年1月22日於香港交易所主板上市。
但由於很多業務長期虧損，於是在2003年，正式易手給黃榮昌，到了12月4日，更名為榮德豐控股有限公司，再在2009年12月11日，更名為金威資源控股有限公司。

## 連結
- GFellow.com （页面存档备份，存于）